# Kometa Donatiego
Kometa Donatiego (formalne oznaczenie C/1858 L1) – kometa długookresowa, widoczna gołym okiem w roku 1858.

## Odkrycie
Kometa ta została odkryta przez włoskiego astronoma Giovanniego Battistę Donatiego 2 czerwca 1858 roku (niektóre źródła podają datę pierwszej obserwacji na 7 czerwca).

## Orbita komety
Orbita Komety Donatiego ma kształt bardzo wydłużonej elipsy o mimośrodzie 0,996. Peryhelium znajduje się w odległości 0,58 j.a. od Słońca, aphelium zaś 311,69 j.a. od niego. Okres obiegu komety wokół Słońca wynosi około 1953 lat, nachylenie do ekliptyki to 116,95˚ (epoka 8 października 1858).

## Właściwości fizyczne

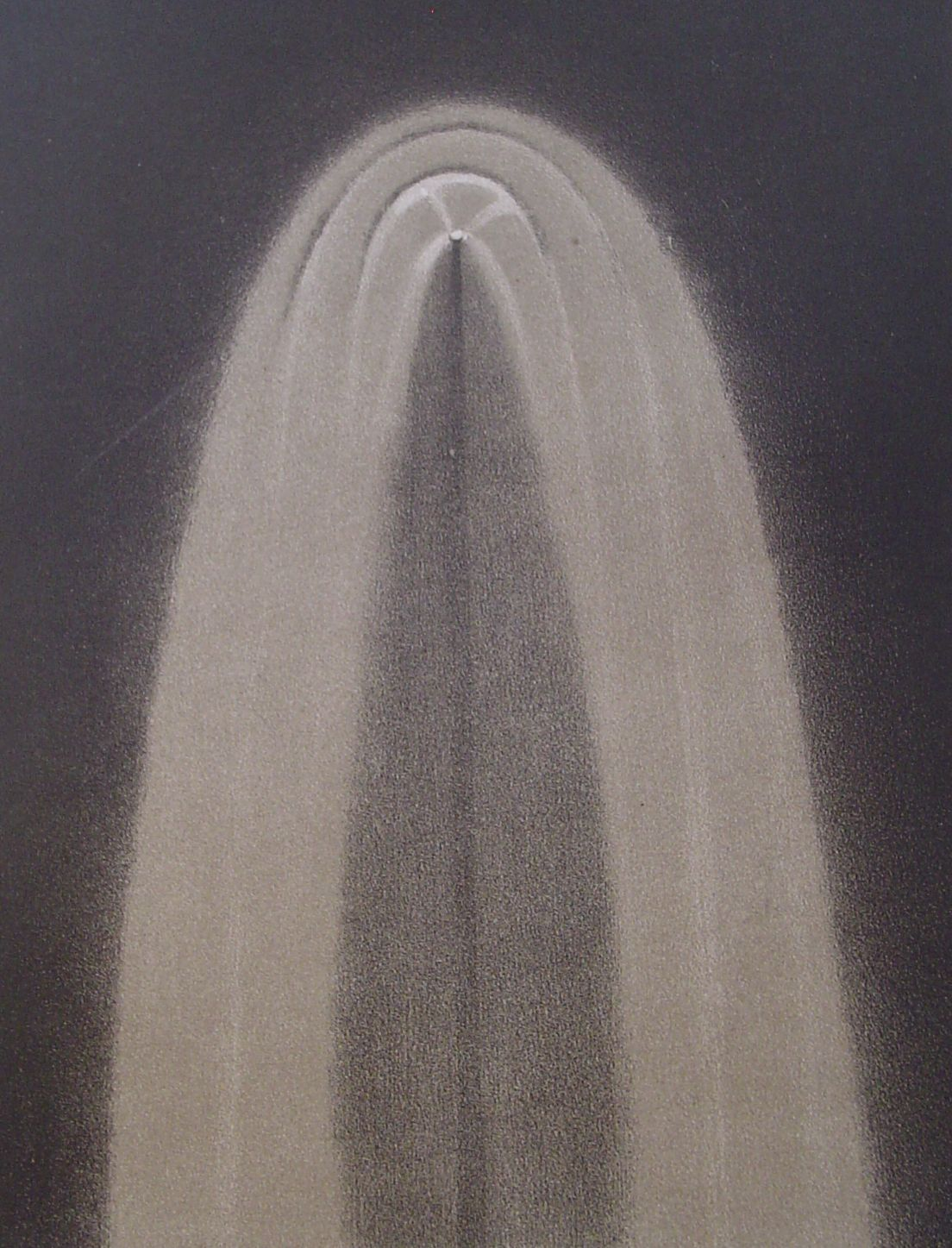
Kometa Donatiego na rysunku z 2 października 1858

Kometę można było obserwować gołym okiem od połowy sierpnia 1858 do listopada tegoż roku. Na początku października 1858 znalazła się najbliżej Ziemi (0,54 j.a.) i tym samym osiągnęła największą jasność – ok. 0m.
Kometa Donatiego wykształciła jasną głowę oraz dwa warkocze; jeden wąski, prosty i długi jonowy, a drugi szeroki gazowo-pyłowy. Warkocze miały na nieboskłonie długość do 60˚, a warkocz pyłowy dodatkowo 10˚ szerokości.
W tamtym czasie – z racji swej okazałości – kometa ta wzbudzała u wielu ludzi strach, gdyż – jak niektórzy uważali – miała zwiastować wielkie nieszczęścia, np. wojny lub epidemie.